# معهد شؤون الأقليات المسلمة
معهد شؤون الأقليات المسلمة (بالإنجليزية: Institute of Muslim Minority Affairs)‏ هو مؤسسة علمية ومقرها لندن تعزيز دراسة للمسلمين في الدول غير الإسلامية. ويعقد المؤتمرات ونشر الكتب والمجلات. باكستانية المولد صالحة محمود عابدين، والدة مساعد هيلاري كلينتون هوما عابدين، هي مديرة المعهد. وقد تأسست في عام 1978 من قبل سيد زينول عابدين.

## مجلة شؤون الأقليات مسلم
وفي عام 1979، أطلق معهد شؤون الأقليات مسلم مجلة شؤون الأقليات المسلمة، وهي مجلة لاستعراض الأقران التي نشرتها تايلور وفرانسيس. كان معروفا في السابق باسم معهد مجلة شؤون الأقليات المسلمة. وهذه هي مجلة علمية الوحيدة المكرسة للبحث على المسلمين كأقليات داخل المجتمعات غير المسلمة.

في 21 آب عام 2016، نشرت صحيفة نيويورك بوست مقالا في مجلة «مطبوعة المسلمين المتطرفين».  دعا خبراء في الإسلام وأعضاء المجلس الاستشاري المجلة هذه المطالبة «سخيفة» واتهمت صحيفة نيويورك بوست استخدام «يقتبس اختار الاعلام الحمراء ومقالات صورة مشوهة». ذكرت شبكة سى ان تلك المألوفة مع مجلة وصفته بأنه «العلماء والأكاديمية وغير حزبية»، والتي مضمونها «لا ترفع الأعلام الحمراء».